# Осада Ла-Рошели (1572—1573)
Осада Ла-Рошели — осада королевскими войсками Генриха Анжуйского оплота гугенотов — города Ла-Рошель в рамках Четвёртой гугенотской войны во Франции в 1572—1573 годах. Осада началась в ноябре 1572 года, когда жители города отказались впустить в город Армана де Гонто, барона де Бирона, в качестве королевского губернатора. Начиная с 11 февраля 1573 года, осаду возглавлял герцог Анжуйский (будущий Генрих III). Избрание герцога на престол Польши в мае 1573 года привело к снятию осады 6 июля 1573 года. Подписанный вскоре Булонский эдикт положил конец этой фазе гражданской войны.
Осада Ла-Рошели шла параллельно нападениям католиков на города Соммьер (во главе с Анри I де Монморанси) и Сансер.

## Предыстория
С 1568 года Ла-Рошель стала главной базой гугенотов во Франции. 20-тысячный город с портом имел стратегическое значение ввиду исторических связей с Англией. Ла-Рошель имел значительную административную автономию (отсутствие сеньора, епископа или парламента), что способствовало распространению кальвинизма.
Бойня в день Святого Варфоломея и другие массовые убийства во Франции осенью 1572 года вызвали массовый приток гугенотов в Ла-Рошель. Город был хорошо укреплён и имел выход к морю.

## Осада
Осада началась в ноябре 1572 года, когда жители города отказались принять Армана де Гонто, барона де Бирона, в качестве королевского губернатора. Карл IX приказал осадить город. В середине ноября Франсуа де Лану, посланный Карлом IX вести переговоры с городом, был приглашён жителями защищать их интересы. Лану вступил в город, но не смог решить вопрос, а 12 марта 1573 года он покинул город, чтобы наблюдать за последующими событиями из королевского лагеря
11 февраля 1573 года прибыл Генрих Анжуйский, чтобы принять командование осадой с 28000 солдат. Его огромные ресурсы — боеприпасы, пушки, порох, пушечные ядра, провиант — были собраны в Париже, Пикардии, Нормандии, Пуату, Сентонже и Ангумуа. В рядах армии находились: брат герцога Франсуа Алансонский; два бывших лидеров гугенотов, Генрих Наваррский и Генрих I де Бурбон, принц де Конде (оба недавно перешли в католичество); члены семьи Гиз — Карл Лотарингский, Клод Омальский (убит 21 февраля), Генрих I, герцог Гиз; другие дворяне, в том числе: Луи IV де Невер, Анри де ла Тур, Филиппо ди Пьеро Строцци, Альбер де Гонди, Блез де Монлюк, Пьер Брантом, Арман де Гонто-Бирон. Среди этих дворян были те, кто выражал сожаление по поводу насилия в Варфоломеевскую ночь, и те, кто с пониманием относились к протестантизму, в целом, королевский лагерь был полон политических интриг.
С февраля по июнь состоялись восемь попыток штурма города. Эти нападения, наряду с холодной зимой, привели к большим потерям в рядах королевской армии. (Брантом, участвовавший в осаде, преувеличивает число погибших, указывая 22000; среди 155 командиров 66 были убиты и 47 получили ранения.) 26 марта 1573 года 150 нападавших были убиты в результате случайного взрыва мины, которой намеревались уничтожить бастион. Герцог Анжуйский сам был несколько раз ранен во время осады. 23 мая 1573 года 6000 швейцарских наёмников прибыли в качестве подкрепления в королевский лагерь, но атака через три дня стала катастрофой для королевских войск.
Жители города отправил посла к королеве Елизавете I, прося о помощи, но королева была связана договором 1572 года с Францией (Договор в Блуа (1572)) и смогла только послать ограниченное количество кораблей во главе с Габриэлем де Монтгомери. Семь кораблей прибыли в феврале 1573 года, но большая группа кораблей была вынуждена повернуть назад, встретив французский флот в апреле 1573 года у островов Джерси. Большая часть иссякавших ресурсов города добывалась рейдами против католических (в основном испанских) кораблей. Для того, чтобы блокировать доступ Ла-Рошели к морю, герцог Неверский затопил большую баржу у входа в гавань, но это не возымело должного эффекта. (Позднее, в осаде 1627—1628 годов, кардинал Ришельё с такой же целью построил массивные заграждения, чтобы блокировать город с моря).
В конце мая 1573 года Генри Анжуйский узнал, что он избран королём Польши, страны с большим протестантским меньшинством, и политические соображения заставили его начать переговоры о завершении осады. 24 июня 1573 года была достигнута договорённость, и католические войска сняли осаду 6 июля.

## Последствия
Четвёртый этап гугенотских войн был завершён Булонским эдиктом, подписанным в июле 1573 года. Ла-Рошель была определена в качестве одного из трёх городов Франции, где была разрешена протестантская вера, но при соблюдении строгих ограничений.